# فاردار مقدونيا

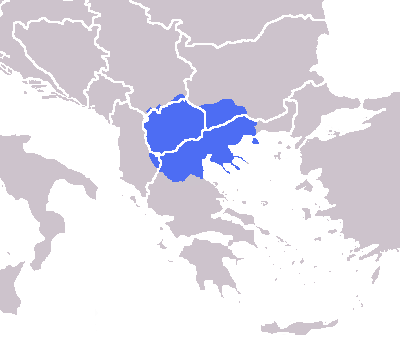
منطقة مقدونيا

فاردار مقدونيا هي منطقة جغرافية تقع في شمال منطقة مقدونيا غالبها يقع خاليا ضمن جمهورية مقدونيا، تبلغ مساحتها حوالي 25,713 كيلو متر مربع، يشقها نهر فاردار الذي أخذت اسمها منه.